# Ching Cheong

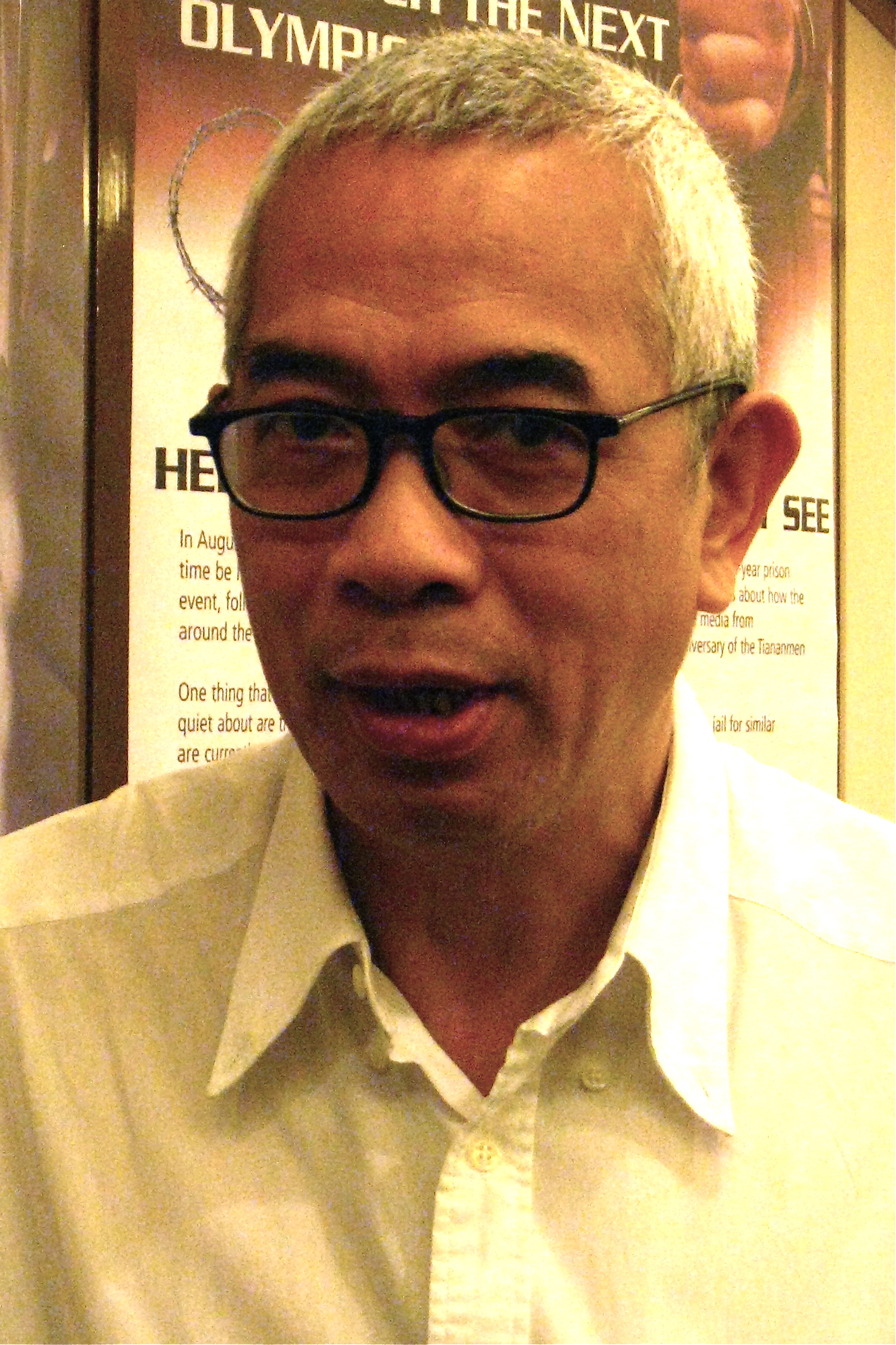
Ching Cheong

Ching Cheong (chinesisch 程翔, Pinyin Chéng Xiáng; * 3. Dezember 1949 in Chaozhou) ist ein chinesischer Journalist der The Straits Times. Einer breiten Öffentlichkeit wurde er durch seine Inhaftierung durch China wegen angeblicher Spionage bekannt.
Im April 2005 wurde Ching wegen angeblicher Spionage für die Republik China (Taiwan) festgenommen – Anschuldigungen, die er selbst abstritt. Vermutungen zufolge stand die Festnahme jedoch in Zusammenhang mit Recherchen über Zhao Ziyang. Ching wurde zu einer mehr als fünfjährigen Haftstrafe verurteilt, von der er auch mehr als die Hälfte abbüßen musste. Während der Haftzeit nahm er 15 kg ab. Im Februar 2008 wurde Ching vorzeitig aus der Haft entlassen. Unklar hierbei war jedoch, inwiefern die Freilassung ein Zeichen des Wohlwollens im Vorfeld der Olympischen Sommerspiele in Peking war.

## Schriften
- Will Taiwan Break Away: The Rise of Taiwanese Nationalism. Singapore University Press, 2001. ISBN 981-02-4486-X
- Zs. mit Ching Hung-Yee: Handbook on China's WTO Accession and Its Impacts. Imperial College Press, 2003. ISBN 981-238-061-2